# أبو القاسم سعد الله
أبو القاسم سعد الله لُقب بشيخ المؤرخين الجزائريين من مواليد 1930 م بضواحي قمار من ولاية الوادي، الجزائر، باحث ومؤرخ، حفظ القرآن الكريم، وتلقى مبادئ العلوم من لغة وفقه ودين ، وهو من رجالات الفكر البارزين، ومن أعلام الإصلاح الاجتماعي والديني. له سجل علمي حافل بالإنجازات من وظائف، ومؤلفات، وترجمات. وحصل علي وسام العالم الجزائري عام 2007.

## نشأته
ولد ببلدة قمار ولاية الوادي جنوب شرق الجزائر في الأول من يوليو سنة 1930 م. درس بجامع الزيتونة من سنة 1947 حتى 1954 واحتل المرتبة الثانية في دفعته. بدأ يكتب في صحيفة البصائر لسان حال جمعية العلماء المسلمين الجزائريين سنة 1954، وكان يطلق عليه «الناقد الصغير». كما درس بكلية الآداب والعلوم الإنسانية في القاهرة، وحاز على شهادة الماجستير في التاريخ والعلوم السياسية سنة 1962، ثم انتقل إلى أميركا سنة 1962، حيث درس في جامعة منيسوتا التي حصل منها على شهادة الدكتوراه في التاريخ الحديث والمعاصر باللغة الإنجليزية سنة 1965. وإضافة إلى اللغة العربية، أتقن اللغة الفرنسية، والإنجليزية، ودرس الفارسية والألمانية.

### التدرج الجامعي
- * جامعة منيسوتا، قسم التاريخ (أمريكا)
- * الماجستير 1962 AM الدكتوراه، 1965 PHD
- * جامعة القاهرة (مصر)، كلية دار العلوم.
- * إضافة إلى اللغة العربية، يتقن اللغة الفرنسية، والإنجليزية، ودرس الفارسية والألمانية.

### التخصص
- * تاريخ أوروبا الحديث والمعاصر.
- * تاريخ المغرب العربي الحديث والمعاصر.
- * تاريخ النهضة الإسلامية الحديثة
- * الدولة العثمانية منذ 1300.

### الوظائف العلمية والإدارية
- * أستاذ التاريخ، جامعة آل البيت الأردن، 1996 - 2002.
- * أستاذ التاريخ، جامعة الجزائر منذ 1971.
- * أستاذ مشارك في التاريخ، جامعة الجزائر 1967 - 1971.
- * أستاذ مساعد في التاريخ، جامعة ويسكنسن، أوكلير (أمريكا) 1960 - 1976م.
- * وكيل كلية الآداب، جامعة الجزائر، 1968 - 1972.
- * رئيس قسم التاريخ، كلية الآداب، جامعة الجزائر 1969 - 1971م.

### النشاط الأكاديمي
- * عين عدة مرات مبعوثا من وزارة التعليم العالي الجزائرية إلى الجامعات العربية في مصر, وسورية والعراق لتوظيف الأساتذة.
- * ممثل جامعة الجزائر في مؤتمر اتحاد الجامعات العربية الكويت 1971م
- *عضو لجنة إصلاح التعليم العالي -الجزائر 1972 - 1974م.
- * عضو اللجنة الوطنية للتعريب، الجزائر1970 - 1973م.
- *عضو اللجنة العلمية للكتاب المرجع في تاريخ الأمة العربية، إشراف المنظمة العربية، ALECSO منذ 1998م.
- * محرر المجلد الخامس من الكتاب المرجع في تاريخ الأمة العربية، ALECSO منذ 1998م.
- * كتابة مداخل عديدة في موسوعة العلماء العرب والمسلمين، المنظمة العربية ALECSO منذ 1998م.
- * عضو هيئة تحرير مجلة (المنار) المحكمة، جامعة آل البيت، الأردن منذ 1997م.
- * رئيس لجنة العلوم الإنسانية لمعادلة الشهادات الأجنبية الجزائر 1990_1993م.
- *رئيس لجنة ترقية الأساتذة المشاركين إلى رتبة أستاذ، في مجال العلوم الاجتماعية والإنسانية الجزائر 1990_1993م.
- * الإشراف على مجموعة من الرسائل الدكتوراه والماجستير والمشاركة في مناقشتها في الجزائر والأردن وأمريكا والسعودية.
- * عضو معتمد في الإشراف على الأطروحات من الجامعة الإسلامية العالمية -لندن-.
- * عضو مجمع اللغة العربية القاهرة منذ 1989.
- * عضو مجمع للغة العربية دمشق منذ1990.
- * رئيس المجلس العلمي لدائرة التاريخ ثم معهد التاريخ بالجزائر سنوات 1972 - 1980 - 1984 - 1986 - 1993.
- * عضو المجلس الوطني للبحث العلمية الجزائر 1992.
- * عضو مجلس البحث العلمي لجامعة آل البيت (الأردن) منذ 1998.
- * تنشيط ندوة الأساتذة الثقافية بجامعة الجزائر.1967 - 1968.
- * إدارة ندوة حول التعريب في الجزائر اشتراك فيها مجموعة من الأساتذة في منهل السعودية أوت 1990.

## المؤلفات
- موسوعة: تاريخ الجزائر الثقافي (9 مجلدات)، دار الغرب الإسلامي، بيروت، 1998.
- أبحاث وآراء في تاريخ الجزائر (5 أجزاء)، دار الغرب الإسلامي، بيروت، 1993-1996-2004.
- الحركة الوطنية الجزائرية (4 أجزاء)، دار الغرب الإسلامي، بيروت، 1969-1992-1997.
- محاضرات في تاريخ الجزائر الحديث (بداية الاحتلال)، ط1، مصر، 1970، ط3، الجزائر، 1982.
- بحوث في التاريخ العربي الإسلامي، دار الغرب الإسلامي، بيروت، 2003.
- الزمن الأخضر، ديوان سعد الله، الجزائر، 1985.
- سعفة خضراء، المؤسسة الوطنية، الجزائر، 1986.
- دراسات في الأدب الجزائري الحديث, دار الآداب، بيروت، 1966.
- تجارب في الأدب والرحلة، المؤسسة الوطنية، الجزائر، 1982.
- منطلقات فكرية، ط2، الدار العربية للكتاب، تونس ـ ليبيا، 1982.
- أفكار جامحة، الجزائر، المؤسسة الوطنية للكتاب، 1988.
- قضايا شائكة، دار الغرب الإسلامي، بيروت، 1989.
- في الجدل الثقافي، دار المعارف، تونس، 1993.
- هموم حضارية، دار الأمة، الجزائر، 1993.

### التحقيق
- حكاية العشاق في الحب والاشتياق، الأمير مصطفى بن إبراهيم باشا، الجزائر، 1982.
- رحلة ابن حمادوش الجزائري، عبد الرزاق بن حمادوش الجزائري، الجزائر، 1982.
- منشور الهداية في كشف حال من ادعى العلم والولاية، عبد الكريم الفكون، عمار، دار الغرب الإسلامي، بيروت، 1987.
- مختارات من الشعر العربي، جمع المفتي أحمد بن عمار، دار الغرب الإسلامي، بيروت، ط2 ،1991.
- تاريخ العدواني، محمد بن عمر العدواني، دار الغرب الإسلامي، بيروت، 1996.
- رسالة الغريب إلى الحبيب، تأليف أحمد بن أبي عصيدة البجائي، دار الغرب الإسلامي، 1991.
- أعيان من المشارقة والمغاربة (تاريخ عبد الحميد بك)، دار الغرب الإسلامي، بيروت، 2000.

### الترجمة
- شعوب وقوميات، الجزائر، 1958
- الجزائر وأوروبا، جون ب. وولف، الجزائر، 1986
- حياة الأمير عبد القادر، شارل هنري تشرشل، الجزائر-تونس، 1982

### قاعدته في كتابة التاريخ
قال في مقدمة الجزء الثاني من أبحاث وآراء في تاريخ الجزائر:
| أبو القاسم سعد الله | إن بعض الناس اليوم يكتب التاريخ من وجهة نظر حزبية ، وبعضهم يكتبه بمنظار الطرقية ، وبعضهم يكتبه بلون الحركة الإصلاحية ، وبعضهم يكتبه في ضوء الإيديولوجيات العالمية... وأود أن أقول هنا بأني ، في اعتقادي ، لست من هؤلاء ولا من أولئك ، والمؤرخ الحق ، في نظري ، هو الذي يفرق بين ميوله الشخصية ومهمته الوطنية والقومية والإنسانية. إننا لا نكتب التاريخ حسب أهوائنا وميولنا ولكن حسب منطوق ومفهوم الوثائق ن مع الأخذ بالإعتبار جميع معطيات القضية التي نعالجها. | أبو القاسم سعد الله |

## وفاته
توفي يوم 14 ديسمبر 2013 بالمستشفى العسكري حيث كان يتلقى العلاج.

## مواضيع ذات صلة
- قائمة أعلام الجزائريين
- المرجعية الدينية الجزائرية